# Roman Jagiel-Jagiełło
Roman Yagel, także Roman Jagiel-Jagiełło, Roman Jagiełło, Roman Ritter lub Roman Rytter (ur. 1 maja 1922 w Birczy, zm. 17 stycznia 2016 w Tel Awiwie) – polonijny działacz kombatancki pochodzenia żydowskiego, żołnierz Armii Czerwonej, oficer polskiego Urzędu Bezpieczeństwa, oficer policyjnych służb izraelskich.

## Domniemany życiorys
Według podanego przez siebie życiorysu, opublikowanego w artykule pt. Żołnierz w trzech mundurach w czasopiśmie „Focus Historia”, urodził się 1 maja 1921 w Birczy jako Roman Ritter, w rodzinie żydowskiej, jego ojciec miał być żołnierzem armii austriackiej oraz Legionów Polskich. W Krakowie Ritter ukończył wieczorowe gimnazjum. Po wybuchu II wojny światowej (1939) przeniósł się na tereny zajęte przez Armię Czerwoną. Tam ukończył szkołę podoficerską. Po ataku Niemiec na Związek Sowiecki (22 czerwca 1941) z ewakuowanymi rannymi żołnierzami dotarł do Kijowa, potem wrócił na front i dostał się do niewoli, skąd uciekł i znalazł się w Charkowie, po sowieckiej stronie frontu. Tam, jako były jeniec, został aresztowany, następnie znowu posłany na front. Gdy dowiedział się, że w ZSRR powstaje polskie wojsko (tzw. Armia Andersa), został zwolniony z Armii Czerwonej, ale w drodze do polskich placówek wojskowych został zatrzymany i wcielony do sowieckich batalionów roboczych. Później, zgłosił się do powstającej Dywizji im. T. Kościuszki, podając się za Polaka. Został dowódcą plutonu czwartej kompanii 1 pułku. Brał udział w bitwie pod Lenino (22 października 1943), tam został ranny. Po powrocie do dywizji otrzymał awans na podporucznika. Następnie miał rzekomo walczyć m.in. w Lublinie, Warszawie (gdzie podobno został kolejny raz ranny) i brać udział w zdobyciu Berlina.
Po zakończeniu wojny, w stopniu kapitana podobno został komendantem szkoły wojskowo-partyjnej w Krakowie. Tam potajemnie współpracował z Żydami, którzy chcieli wyjechać do Palestyny i wstąpić do organizacji Hagana. Z tego powodu aresztowany, po dziewięciu miesiącach aresztu wrócił na wolność, gdy wyszło na jaw, że Ritter, podobnie jak komendant więzienia, jest Żydem. Został jednak zwolniony z wojska, ale po dwóch latach ponownie przyjęty. W międzyczasie miał otrzymać propozycję objęcia stanowiska komendanta portu morskiego w Szczecinie.
Ponownie będąc w wojsku został podobno dowódcą pułku i komendantem garnizonu w Skierniewicach. Tam Jagiełło (takie przybrał nazwisko) popadł w konflikt z dowódcą dywizji, generałem Dziadurą, wskutek czego w 1955 postrzelił generała i siebie. Mimo grożącego sądu wojskowego, marszałek Rokossowski uznał, że „takiego wypadku w wojsku polskim nie było”.
W 1957 wyemigrował do Izraela i jako były polski pułkownik wstąpił do armii izraelskiej w stopniu podporucznika. Zmienił nazwisko na Yagiel (Yagel) i ponoć dosłużył się także stopnia pułkownika. Następnie został szefem ochrony na lotnisku w Tel-Awiwie. Na emeryturę miał odejść w wojskowym stopniu generała brygady.
Był członkiem zarządu Związku Weteranów Wojsk Polskich w Izraelu oraz ambasadorem międzynarodowej organizacji Helping Hand Coalition („HHC” – Koalicja „Pomocna Dłoń”) prowadzącej działania na rzecz ocalonych z Holocaustu.
W 2005 przez Prezydenta Polski został odznaczony Krzyżem Komandorskim Orderu Odrodzenia Polski „w uznaniu wybitnych zasług dla współpracy polsko-izraelskiej, za działalność na rzecz środowisk kombatanckich”.

## Kontrowersje. Oficer Urzędu Bezpieczeństwa
W artykule opublikowanym w „Focus Historia” nie są podane żadne nazwy wojskowych jednostek sowieckich, polskich – nie licząc 1 Dywizji im. Tadeusza Kościuszki – lub izraelskich, w szeregach których miał służyć Ritter (Jagiełło).
Według polskiego Instytutu Pamięci Narodowej Roman Rytter był absolwentem kursów NKWD w Kujbyszewie organizowanych dla wyselekcjonowanych żołnierzy 1 DP, a następnie oficerem Urzędu Bezpieczeństwa w stopniu porucznika i kapitana. Od sierpnia 1944 pracował w Wojewódzkim Urzędzie Bezpieczeństwa Publicznego w Rzeszowie, następnie od stycznia 1945 do 19 sierpnia 1946 w WUBP w Krakowie, gdzie był m.in. kierownikiem Wydziału I (kontrwywiad); od 12 lipca 1946 był zawieszony dyscyplinarnie, a 1 stycznia 1947 został zwolniony.
Okres służby w UB wyklucza udział Rittera (Ryttera) w działaniach bojowych podczas II wojny światowej na terenie Polski oraz w zdobyciu Berlina.
W latach 50. XX wieku w Skierniewicach stacjonował 2 Pułk Piechoty 1 DP; źródła nie wymieniają wśród oficerów osoby o nazwisku Jagiełło lub Ritter (Rytter). Józef Dziadura, który od 20 listopada 1952 do 10 października 1955 był dowódcą 1 DP, generałem został dopiero w 1962 roku.
Według niektórych źródeł Roman Yagel jest określany jako dowódca izraelskiej Policji Granicznej, wg innych w latach 80. był oficerem łącznikowym izraelskiej policji przy Interpolu, ze służby odszedł w stopniu generała.

## Odznaczenia

### Polska[6]
- Krzyż Komandorski Orderu Odrodzenia Polski – 11 listopada 2005
- Order Krzyża Grunwaldu II klasy
- Krzyż Walecznych
- Złota Odznaka Orderu Zasługi Polskiej Rzeczypospolitej Ludowej
- Złoty Krzyż Zasługi
- Medal Zwycięstwa i Wolności 1945
- Krzyż Bitwy pod Lenino
- Medal Pro Memoria

### ZSRR[6]
- Order Czerwonej Gwiazdy
- Order Wojny Ojczyźnianej I klasy
- Medal „Za Odwagę” – 1942
- Medal „Za zasługi bojowe”
- Medal „Za zdobycie Berlina”
- Medal „Za zdobycie Wiednia”
- Medal „Za zwycięstwo nad Niemcami w Wielkiej Wojnie Ojczyźnianej 1941–1945”
- Medal jubileuszowy „30 lat Armii Radzieckiej i Floty”
- Medal jubileuszowy „50 lat Sił Zbrojnych ZSRR”
- Medal jubileuszowy „60 lat Sił Zbrojnych ZSRR”
- Medal jubileuszowy „70 lat Sił Zbrojnych ZSRR”

### Ukraina[6]
- Order „Za odwagę” III klasy

### Izrael[6]
- Medal Walki z Nazistami(inne języki)